# روي هارت (عازف جاز)
روي هارت (بالإنجليزية: Roy Harte)‏ هو عازف جاز أمريكي، ولد في 27 مايو 1924 في نيويورك في الولايات المتحدة، وتوفي في 26 أكتوبر 2003 في بربانك في الولايات المتحدة.

## وصلات خارجية
- روي هارت على موقع ميوزك برينز (الإنجليزية)
- روي هارت على موقع أول ميوزيك (الإنجليزية)
- روي هارت على موقع ديسكوغز (الإنجليزية)